# 高萩村
高萩村（たかはぎむら）は、埼玉県入間郡に存在した村。

## 地理
- 現在の日高市の東部にあり、武蔵野台地の西寄りに位置。小畔川とその支流が幾筋にもなって東へ流れている。
- 江戸時代には日光脇往還の高萩宿があり、1940年からは川越線に開設された武蔵高萩駅を中心に発展した。現在は国道407号と埼玉県道15号川越日高線の交点となっており、圏央道が南北に通過する。
- 現在の高萩、下高萩新田、森戸新田、駒寺野新田、女影、女影新田、中沢、大谷沢、下大谷沢、高富、田木、馬引沢と旭ヶ丘の一部がほぼ旧村域にあたる。

### 隣接していた自治体
- 飯能市
- 入間郡
  - 高麗川村
  - 鶴ヶ島村
  - 霞ヶ関村
  - 柏原村
  - 水富村

## 歴史
- 1889年（明治22年）4月1日 - 町村制施行により、高麗郡高萩村・下高萩新田・女影村・女影新田・中沢村・大谷沢村・下大谷沢村・田木村・馬引沢村・入間郡森戸新田・駒寺野新田の区域をもって高麗郡高萩村が成立[1]。
- 1896年（明治29年）4月1日 - 入間郡の所属となる。
- 1952年（昭和27年） - 旭ヶ丘、高富の両大字が成立、13大字となる。
- 1956年（昭和31年）9月20日 - 日高町に編入[1]。同日高萩村廃止。